# 阿威罗灯塔
普拉亚达巴拉灯塔又称阿威罗灯塔（葡萄牙語：Farol de Aveiro/Farol da Praia da Barra），是葡萄牙阿威羅區伊利亞武加法尼亚-达纳扎雷堂区的一座灯塔。它是葡萄牙最高的灯塔，高度为62米。